# ЭГП-6
ЭГП-6 (Энергетический Гетерогенный Петлевой реактор с 6 петлями циркуляции теплоносителя) — энергетический графито-водный гетерогенный реактор канального типа на тепловых нейтронах с естественной циркуляцией, реализующий схему прямого цикла. Его прототипом являются реакторные установки АМ и АМБ. Все четыре ЭГП-6 установлены на Билибинской АЭС, пуск с 1974 по 1976 год. Реактор используется для производства как электрической, так и тепловой энергии.
Реактор ЭГП-6 — изменённая версия реакторов АМБ-100 и -200, разработанных НИКИЭТ под научным руководством ФЭИ и эксплуатировавшихся на Белоярской АЭС. Особенностью конструкции является естественная циркуляция теплоносителя. Выработка насыщенного пара производится в каналах активной зоны. В дальнейшем направление ЭГП не получило развития в реакторостроении.
Данный тип малой АЭС (атомная теплоэлектроцентраль с четырьмя блоками по 12 МВт установленной электрической мощности) можно назвать самым удачным из всех советских проектов малых АЭС (пример: ТЭС-3, АРБУС (Арктическая блочная установка), «Памир»). Реакторы, запущенные в середине 1970-х годов, продолжают оставаться в строю до сих пор и будут работать, пока их не сменит новейшая плавучая атомная электростанция (ПАТЭС) в Певеке. Все четыре блока Билибинской АЭС успешно отработали весь назначенный срок службы (30 лет) и их эксплуатация была продлена ещё на 15 лет.
Поскольку энергоблоки работают в изолированной Чаун-Билибинской энергосистеме Чукотского автономного округа и обеспечивают 80 % производства электроэнергии в ней, реакторы рассчитаны на систематическую работу в режиме переменных нагрузок.

## Конструкция реактора
Технологические каналы реактора размещаются в графитовой кладке. Кладка реактора имеет цилиндрическую форму диаметром 6 м и высотой 5,25 м. Она сложена из отдельных графитовых и в верхней части чугунных блоков квадратного сечения. Центральная часть графитовой кладки диаметром 4,1 м и высотой 3 м, представляющая собой активную зону реактора, состоит из 333 вертикальных колонн с отверстиями диаметром 88,6 мм по всей высоте, в которых размещаются 273 рабочих канала и 60 каналов системы управления и защиты (СУЗ). Кладка реактора заключена в цилиндрический герметичный кожух.

## Характеристики
| Параметр                                                                                             | Значение                                                                   |
| --- | -------------------------------------------------------------------------- |
| Тепловая мощность, МВт                                                                               | 65                                                                         |
| Паропроизводительность, т/ч                                                                          | 100                                                                        |
| Давление в первом контуре, кгс/см2                                                                   | 64                                                                         |
| Температура теплоносителя на выходе из реактора, °C                                                  | 280                                                                        |
| Диаметр активной зоны, м                                                                             | 4,2                                                                        |
| Высота активной зоны, м                                                                              | 3,0                                                                        |
| Количество тепловыделяющих сборок (ТВС) в активной зоне, шт.                                         | 273                                                                        |
| Загрузка урана, кг                                                                                   | 7100                                                                       |
| Масса урана в одной ТВС, кг                                                                          | 25,4 ± 0,6                                                                 |
| Топливная композиция                                                                                 | двуокись урана, диспергированная в магниевой матрице                       |
| Тип загружаемых ТВС                                                                                  | ТКД-3.0, ТКД-3.6, ТКТД-3.0                                                 |
| Обогащение горючего по 235U, %                                                                       | 3,0, 3,6                                                                   |
| Количество стержней СУЗ, шт.                                                                         | 60                                                                         |
| Поглотитель                                                                                          | бористая сталь, содержание 10В — 2 %                                       |
| Количество ячеек в ББЗ (бак биологической защиты) для размещения ИК (ионизационные камеры)           | 18                                                                         |
| Количество и тип штатных ИК                                                                          | КНК-53М — 13 шт., КНК-56 — 4 шт.; на блоке 1 — 4 шт. КНК-17 вместо КНК-53М |
| Количество установленных в активной зоне детекторов внутриреакторного контроля энерговыделения (ДПЗ) | блоки 1, 2 — 22 шт. блоки 3, 4 — 37 шт.                                    |
| Замедлитель                                                                                          | графит                                                                     |
| Теплоноситель                                                                                        | кипящая вода                                                               |

## Топливо
Конструкционно ТВС для реакторов ЭГП-6 представляют собой трубчатые ТВЭЛы со стальными оболочками, размещаемые в графитовых втулках.

## Аварийная защита
При срабатывании защиты АЗ-1 в активную зону вводятся 8 стержней АЗ, 4 стержня АР и 10 стержней РР с приводами РС-АЗ.